# اگه میتونی منو بگیر (آهنگ گرلز جنریشن)
«اگه میتونی منو بگیر» ترانه ای است که توسط گروه گرلز جنریشن در دو زبان (ژاپنی و کره ای) ضبط شده‌است. نسخه کره‌ای توسط اس.ام. انترتینمنت و کی‌تی میوزیک در ۱۰ آوریل ۲۰۱۵ منتشر شد، در حالی که نسخه ژاپنی در ۲۲ آوریل توسط ای‌ام‌آی رکوردز و یونیورسال میوزیک گروپ ژاپن منتشر شد. این ترانه توسط اریک لیدبوم و جین چوی ساخته شده‌است. اشعار کره‌ای این آهنگ توسط مافلای و چویی آلیوم نوشته شده‌است و اشعار ژاپنی آن توسط جونجی ایشیواتاری و جف میهارا نوشته شده‌است. از نظر موسیقایی، «اگه میتونی منو بگیر» توسط منتقدین در سبک ای‌دی‌ام دسته‌بندی شده‌است. این ترانه نخستین آهنگ گرلز جنریشن پس از جدایی جسیکا در سپتامبر ۲۰۱۴ است.

## نقدها و جایگاه در جدول‌ها
این ترانه به‌طور کلی نقدهای مطلوبی از منتقدین موسیقی دریافت کرد؛ منتقدینی که نه تنها سبکهای موسیقایی آن را ستودند، بلکه این ترانه را با آثار موسیقیدانان آمریکایی مانند زد و اسکریلکس مقایسه کردند. از نظر تجاری پ، این تک آهنگ در جدول دیجیتال گائون کره در رتبهٔ ۱۹ قرار گرفت و شمارهٔ ۸ را در جدول تک‌آهنگ اوریکون از آن خود کرد. دو نماهنگ برای این ترانه ساخته شد، یکی برای نسخه کره‌ای و دیگری برای نسخه ژاپنی که همزمان در ۱۰ آوریل ۲۰۱۵ منتشر شدند. همان‌طور که توسط مجله بیلبورد توصیف شده‌است، نماهنگ‌های این ترانه به دلیل طراحی رقص «دیوانه کننده» ی خود مورد ستایش قرار گرفتند. 

## لیست آهنگ‌ها
| دانلود دیجیتال – نسخهٔ ژاپنی | دانلود دیجیتال – نسخهٔ ژاپنی | دانلود دیجیتال – نسخهٔ ژاپنی | دانلود دیجیتال – نسخهٔ ژاپنی                     | دانلود دیجیتال – نسخهٔ ژاپنی |
| شماره                       | نام                         | سراینده                     | آهنگساز                                         | مدت                         |
| --------------------------- | --------------------------- | --------------------------- | ----------------------------------------------- | --------------------------- |
| ۱.                          | «اگه میتونی منو بگیر»       | مافلای، چویی آلیوم          | اریک لیدبوم، جین چوی                            | ۳:۴۵                        |
| ۲.                          | «دخترا»                     | لی سئوم لان                 | روئل د مایلیمر، گای بالبرت، استفانی دی مئولمایر | ۳:۵۶                        |
| مجموع مدت:                  | مجموع مدت:                  | مجموع مدت:                  | مجموع مدت:                                      | ۷:۴۱                        |

| سی‌دی/ تک ۱۲ اینچی/ دانلود دیجیتال – نسخهٔ ژاپنی | سی‌دی/ تک ۱۲ اینچی/ دانلود دیجیتال – نسخهٔ ژاپنی | سی‌دی/ تک ۱۲ اینچی/ دانلود دیجیتال – نسخهٔ ژاپنی | سی‌دی/ تک ۱۲ اینچی/ دانلود دیجیتال – نسخهٔ ژاپنی  | سی‌دی/ تک ۱۲ اینچی/ دانلود دیجیتال – نسخهٔ ژاپنی |
| شماره                                          | نام                                            | سراینده                                        | آهنگساز                                         | مدت                                            |
| ---------------------------------------------- | ---------------------------------------------- | ---------------------------------------------- | ----------------------------------------------- | ---------------------------------------------- |
| ۱.                                             | «اگه میتونی منو بگیر»                          | جون ایشیوارا، جیف میهارا                       | اریک لیدبوم، جین چوی                            | ۳:۴۵                                           |
| ۲.                                             | «دخترا»                                        | میوا                                           | روئل د مایلیمر، گای بالبرت، استفانی دی مئولمایر | ۳:۵۶                                           |
| مجموع مدت:                                     | مجموع مدت:                                     | مجموع مدت:                                     | مجموع مدت:                                      | ۷:۴۱                                           |

| سی‌دی پکیج مخصوص فرست پرس – نسخهٔ ژاپنی (آهنگ اضافی) | سی‌دی پکیج مخصوص فرست پرس – نسخهٔ ژاپنی (آهنگ اضافی) | سی‌دی پکیج مخصوص فرست پرس – نسخهٔ ژاپنی (آهنگ اضافی) |
| شماره                                              | نام                                                | مدت                                                |
| -------------------------------------------------- | -------------------------------------------------- | -------------------------------------------------- |
| ۳.                                                 | «اگه میتونی منو بگیر» (بدون صدای خواننده)          | ۳:۴۵                                               |
| مجموع مدت:                                         | مجموع مدت:                                         | ۱۱:۲۶                                              |

| دی‌وی‌دی – نسخهٔ ژاپنی | دی‌وی‌دی – نسخهٔ ژاپنی            | دی‌وی‌دی – نسخهٔ ژاپنی | دی‌وی‌دی – نسخهٔ ژاپنی |
| شماره               | نام                            | کارگردان            | مدت                 |
| ------------------- | ------------------------------ | ------------------- | ------------------- |
| ۱.                  | «اگه میتونی منو بگیر» (نماهنگ) | توشیوکی سوزوکی      | ۴:۲۱                |